# Ordre de Hohenzollern

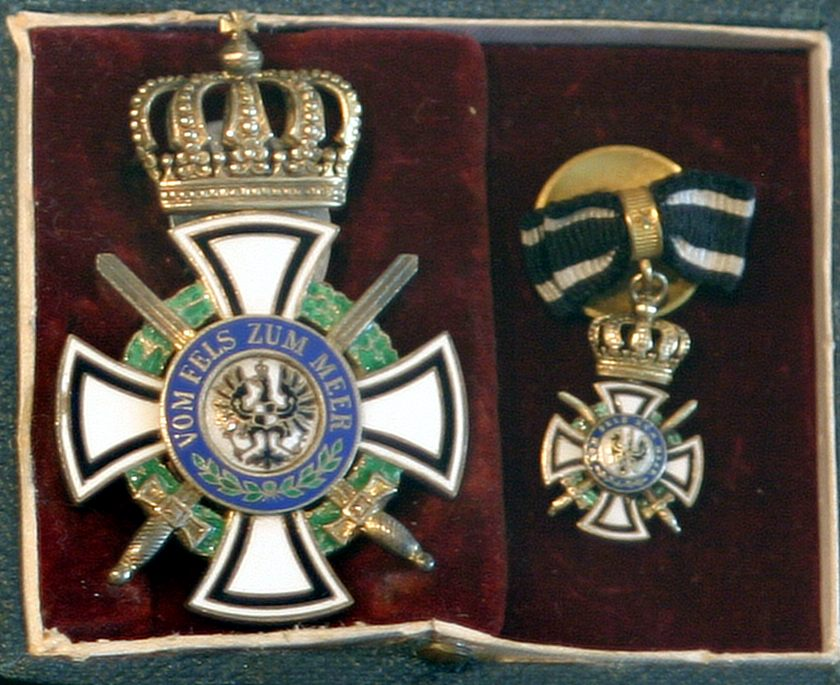
Croix de l'ordre à titre militaire, musée de l'Armée.

L’ordre de Hohenzollern (en allemand : Hausorden von Hohenzollern) a été fondé le 5 décembre 1841 par les princes Constantin de Hohenzollern-Hechingen et Charles-Antoine de Hohenzollern-Sigmaringen sous le nom de Fürstlich Hohenzollernscher Hausorden et, après le transfert des deux principautés à la Prusse de Frédéric-Guillaume IV, le 12 mars 1850, a été élevé au rang d'ordre royal le 16 janvier 1851, composé de deux ordres distincts.

## Insignes
- Ruban de l'ordre de Hohenzollern

## Récipiendaires célèbres
- Baudouin de Belgique (1869-1891).
- Ernst Jünger (à la suite de la bataille de Cambrai)[1]